# Déclaration de Boulogne
Pour un article plus général, voir Congrès universel d'espéranto de 1905.
Lire en ligne
La déclaration sur l’espérantisme, dite déclaration de Boulogne, est un document rédigé par Louis-Lazare Zamenhof, l’initiateur de l’espéranto, et adopté le 9 août 1905, lors de la dernière réunion de travail du premier Congrès mondial d'espéranto organisé par l'espérantiste Alfred Michaux à Boulogne-sur-Mer, tenu du 5 au 13 août sous la présidence de Zamenhof.

## Présentation
La déclaration comprend cinq paragraphes et rappelle que la « langue internationale » n’est la propriété de personne, y compris de son initiateur, et dissocie l’espérantisme de toute idéologie et de toute religion. Ce fut un des actes les plus importants du congrès de Boulogne.
Les cinq idées sont ici résumées :
1. L’« espérantisme » est l’action de diffuser l’utilisation de la langue neutre dans le monde entier, pour qu’elle serve à l’intercompréhension de personnes de langues diverses.
2. Une langue internationale ne peut être qu’une langue construite et durable. Seul l’espéranto s’est montré adapté à ce contexte.
3. L’auteur de la langue renonce à tout droit personnel vis-à-vis de la langue et la transmet au monde entier.
4. La seule base qui restera nécessaire pour tout espérantiste est le Fundamento de Esperanto.
5. On appelle « espérantiste » toute personne qui connait et utilise l’espéranto, peu importe son but.

## Traduction en français
Déclaration sur l'essence de l'espérantisme du 9 août 1905 
Comme beaucoup se font une idée très erronée de l'essence de l'espérantisme, nous, soussignés, représentants de l'espérantisme dans divers pays du monde, réunis au congrès international espérantiste de Boulogne-sur-Mer, avons jugé nécessaire, à la suite de la suggestion de l'auteur de la langue espéranto, de donner les explications suivantes : 
1. L'espérantisme est un effort visant à diffuser dans le monde l'usage d'une langue humaine et neutre, qui, « sans empiéter sur la vie intérieure des peuples et sans chercher à supplanter les langues nationales existantes », permettrait aux peuples des différentes nations de se comprendre, servirait de langue pacificatrice pour les institutions publiques des pays où différentes nations se disputent s’agissant de la langue, et permettrait la publication d'ouvrages présentant un intérêt égal pour tous. Toute autre idée ou espoir que tel ou tel espérantiste pourrait rattacher à l'espérantisme relèverait de sa seule sphère privée, pour laquelle l’espérantisme ne peut être responsable. 
2. Puisque à l'heure actuelle, aucun chercheur au monde ne doute plus qu'une langue internationale ne puisse être autre chose qu'une langue construite avec art, et que, parmi les innombrables tentatives menées au cours des deux derniers siècles, toutes n'ont consisté qu’en des projets théoriques, et qu'une seule langue, l'espéranto, s'est avérée être véritablement achevée, éprouvée à tous égards, parfaitement viable et adaptée à tous points de vue, les partisans de l'idée d'une langue internationale, conscients que le débat théorique est désormais vain et que l'objectif ne peut être atteint que par la pratique, se sont depuis longtemps regroupés autour de l'espéranto et œuvrent à sa diffusion et à l'enrichissement de sa littérature. 
3. Puisque l'auteur de l'espéranto a, dès le début, renoncé une fois pour toutes à tout droit personnel et privilège sur cette langue, l'espéranto n'est la « propriété de personne », ni matériellement ni moralement. 
Le maître matériel de cette langue est le monde entier, et quiconque le souhaite peut publier dans ou à son sujet toutes les œuvres qu'il souhaite, et l'utiliser à toutes fins ; les personnes reconnues par les auteurs espérantistes, parmi les meilleurs et les plus talentueux, seront toujours considérés comme leurs maîtres spirituels. 
4. L'espéranto n'a pas de législateur personnel et ne dépend d'aucune personne en particulier. Toutes les opinions et œuvres du créateur de l'espéranto ont, comme celles de tout autre espérantiste, un caractère strictement personnel et n'engagent personne. Le seul fondement de la langue espéranto qui lie définitivement tous les espérantistes est le « Fundamento de Esperanto », un petit ouvrage auquel nul n'a le droit d'apporter la moindre modification. Si quelqu'un s'écarte des règles et des modèles énoncés dans cet ouvrage, il ne pourra jamais se justifier par l'expression « tel est le souhait ou le conseil de l'auteur de l'espéranto ». Comme cela se fait dans toute autre langue, une idée qui ne pourrait être exprimée de manière appropriée par le contenu du « Fundamento de Esperanto »  rend libre tout espérantiste de l'exprimer de la manière qui lui semblera la plus appropriée et la plus juste. Mais dans l'intérêt de l'unité de la langue, il est recommandé à tous les espérantistes d'imiter autant que possible le style propre à l'œuvre du créateur de l'espéranto, celui qui a le plus œuvré pour et en espéranto et qui en connaît le mieux l'esprit. 
5. Est espérantiste toute personne qui connaît et utilise l'espéranto, quels que soient les objectifs poursuivis. Bien que non obligatoire, l’appartenance à une association espérantiste active est recommandée pour tout espérantiste.